# Día del Mediterráneo
El Día del Mediterráneo se celebra el 28 de noviembre con el objetivo de fomentar una identidad mediterránea común, promoviendo al mismo tiempo los intercambios interculturales y abrazando la diversidad de la región. También fue concebido para contribuir al aumento de la visibilidad de los esfuerzos realizados por todas las organizaciones y ciudadanos que trabajan a diario para mejorar la cooperación y la integración en la región euromediterránea.
El Día del Mediterráneo tiene lugar el 28 de noviembre, coincidiendo con el lanzamiento del Proceso de Barcelona en 1995, que dio lugar al compromiso de los países euromediterráneos de convertir la región en un espacio común para la paz, la estabilidad, el progreso socioeconómico compartido y el diálogo entre los pueblos y llevó a la creación de la institución Unión por el Mediterráneo (UpM) en 2008. Este día se celebra en países de toda la cuenca mediterránea, incluidos los Estados miembros de la Unión Europea.

## Enfoque cultural
En reconocimiento a la contribución que los pueblos del Mediterráneo han hecho a la civilización durante milenios, el Día del Mediterráneo constituye un medio para canalizar esta misma riqueza y diversidad cultural en el contexto del siglo XXI. Esta dimensión cultural es, por tanto, un componente importante ya que el propósito del Día del Mediterráneo es celebrar la identidad mediterránea, única pero diversa. Esto se fomenta a través de eventos locales e internacionales, exposiciones y festivales en toda la región, con el fin de fortalecer los lazos entre los pueblos de todas sus orillas, promoviendo los intercambios interculturales y el diálogo.

## Contexto
El Día del Mediterráneo se inspiró en parte en el Proceso de Barcelona, que se puso en marcha en la Conferencia Euromediterránea de Barcelona el 28 de noviembre de 1995 con el objetivo de reforzar las relaciones entre Europa y los países del sur del Mediterráneo. Los ministros de Asuntos Exteriores de la UE y de 12 países del sur y el este del Mediterráneo celebraron la conferencia y firmaron una declaración para poner en marcha el Proceso de Asociación Euromediterránea. El Proceso de Barcelona daría lugar a la creación de la Unión por el Mediterráneo en 2008, la institución encargada de impulsar esta visión en toda la región y que ahora está formada por 42 Estados miembros. El 28 de noviembre de 2020, los 42 Estados miembros de la UpM anunciaron la celebración del primer Día Internacional del Mediterráneo en la quinta edición del Foro Regional de la UpM, que tuvo lugar en conmemoración del 25º aniversario del Proceso de Barcelona. 

## Para más información
- Joffe, George; Vasconcelos, Álvaro. El Proceso de Barcelona: Construyendo una Comunidad Regional euromediterránea. Routledge, 2000. ISBN 0714651095